# Kundla (ort i Indien)
Kundla är en ort i Indien.   Den ligger i distriktet Amreli och delstaten Gujarat, i den västra delen av landet, 1 000 km sydväst om huvudstaden New Delhi. Kundla ligger 134 meter över havet och antalet invånare är 76 809.
Terrängen runt Kundla är platt, och sluttar norrut. Runt Kundla är det ganska tätbefolkat, med 207 invånare per kvadratkilometer. Kundla är det största samhället i trakten. Trakten runt Kundla består till största delen av jordbruksmark.